# Dactylolabis pteropoecila
Dactylolabis pteropoecila är en tvåvingeart som först beskrevs av Alexander 1921.  Dactylolabis pteropoecila ingår i släktet Dactylolabis och familjen småharkrankar. Inga underarter finns listade i Catalogue of Life.